# Torrente Padonchia
Il Padonchia è un torrente che bagna la frazione omonima di Padonchia nel comune di Monterchi.

## Percorso
Il Torrente Padonchia nasce dal Monte Favalto (1082 m s.l.m.) ed è un affluente del Cerfone. Nel suo alto corso, a monte dell’acquedotto di Monterchi, il Padonchia ha carattere torrentizio montano, con costante apporto di acqua durante tutto l’anno. Nella piana della val Padonchia, il torrente scorre su di un substrato alluvionale, con vegetazione riparia arborea ed arbustiva ben sviluppata.